# Celej
Celej [pronunciación en polaco: /ˈt͡sɛlɛi̯/] es un pueblo en el distrito administrativo de Gmina Stoczek Łukowski, dentro del Distrito de Łuków, Voivodato de Lublin, en Polonia oriental.
Según el censo de 2011, contaba con 64 habitantes, de los cuales 29 eran hombres y 35 mujeres.